# قانصوه غوری
قانصوه غوری (به عربی: الأشرف أبو النصر قانصوه من بيبردي الغوري الأشرفي) (۱۴۴۱م - ۱۵۱۶م) بیست‌وسومین فرمانروای مملوکی برجی مصر بود.
او به ادبیات و شعر نیز روی آورد، دوستدار علم و ادب و نسبت به فرهنگ روزگارش بسیار دانا بود. او دستور داد که شاهنامه فردوسی را از فارسی به ترکی ترجمه کنند؛ نشست‌های مناظرات برگزار می‌کرد و به عربی و ترکی شعر می‌گفت. از وی ملمّعاتی دوزبانهٔ عربی-ترکی برجای مانده است.
سلطان قانصوه غوری در ابتدا از جمله بردگان اشرف سیف‌الدین قایتبای (هفدهمین سلطان ممالیک برجی) به‌شمار می‌رفت، از این رو او را اشرفی می‌خواندند. وی پس از کنار زدن طومان بای یکم، بر تخت پادشاهی مصر تکیه زد، اما سرانجام در ۲۴ اوت ۱۵۱۶م در پی شکست از سلطان سلیم یکم عثمانی در نبرد مرج دابق، درگذشت. با مرگ او سرزمین شام از تسلط مملوکان مصر خارج شد و به قلمرو عثمانی پیوست.
پس از او، برادرزاده‌ش اشرف ابونصر سیف‌الدین طومان‌بای بر تخت ممالیک برجی مصر تکیه زد.